# Penitenciária Feminina Madre Pelletier
A Penitenciária Feminina Madre Pelletier é uma penitenciária para mulheres localizada na cidade brasileira de Porto Alegre, capital do estado do Rio Grande do Sul. Está endereçado na Avenida Teresópolis, 2727, no bairro Teresópolis.
A penitenciária foi estabelecida em 1950, com o nome de Instituto Feminino de Correção. Era então administrado e organizado pelas Irmãs da Congregação de Nossa Senhora da Caridade do Bom Pastor. Em 1970, recebeu sua atual denominação.
Em 2004, a Penitenciária contava com 356 detentas e com 35 crianças, filhos dessas.
Atualmente conta com cerca de 247 detentas.

## Estrutura

### Capela Bom Pastor
Dentro do presídio está localizada a Capela Bom Pastor, desapropriada pelo Estado pelo decreto n° 29.964 de 19 de dezembro de 1980 e tombada pelo Instituto do Patrimônio Histórico e Artístico do Estado (IPHAE), através da portaria n° 9 de 13 de março de 1991.  Construída em forma de cruz, em uma área com pé direito duplo de 476 m², a capela foi inteiramente decorada com pinturas de Emilio Sessa, em estilo neogótico, realizadas entre 1952 e 1953.
Em 1996, a capela sofreu um incêndio, que ocorreu durante uma rebelião e causou grandes danos, como a perda das pinturas de Sessa. Antes disso, chegou a funcionar como escola e creche para os filhos das detentas. Atualmente, encontra-se desocupada, mas em péssimo estado de conservação.

### Biblioteca
Desde 1999, a Penitenciária Madre Pelletier conta com a Biblioteca Lya Luft, nomeada em homenagem à escritora Lya Luft.